# Käärijä
Käärijä ([ˈkæːrijæ]), pseudonimo di Jere Mikael Pöyhönen ([ˈjere ˈpøy̯hønen]; Helsinki, 21 ottobre 1993), è un rapper finlandese.
Ha rappresentato la Finlandia all'Eurovision Song Contest 2023 con il brano Cha cha cha, raggiungendo il secondo posto.

## Biografia
Jere Pöyhönen è nato il 21 ottobre 1993 a Helsinki, figlio di Mikko e Arja Pöyhöonen con i quali è cresciuto nel quartiere Ruskeasanta di Vantaa, città facente parte dell'area metropolitana della capitale finlandese. Ha iniziato a coltivare la sua passione per la musica sin dall'infanzia, imparando a suonare la batteria e producendo i suoi primi brani nel 2014. Il suo nome d'arte deriva dall'espressione kääriä rahaa, letteralmente "fare soldi facili", in riferimento al gioco d'azzardo, tema ricorrente nella sua musica.
Nel 2017 ha firmato il suo primo contratto con la Monsp Records, parte della famiglia della Warner Music Finland, con cui ha pubblicato il doppio singolo Koppi tules/Nou roblem. L'anno successivo è uscito l'EP Peliä, mentre nel 2020 ha pubblicato il suo album di debutto, Fantastista.

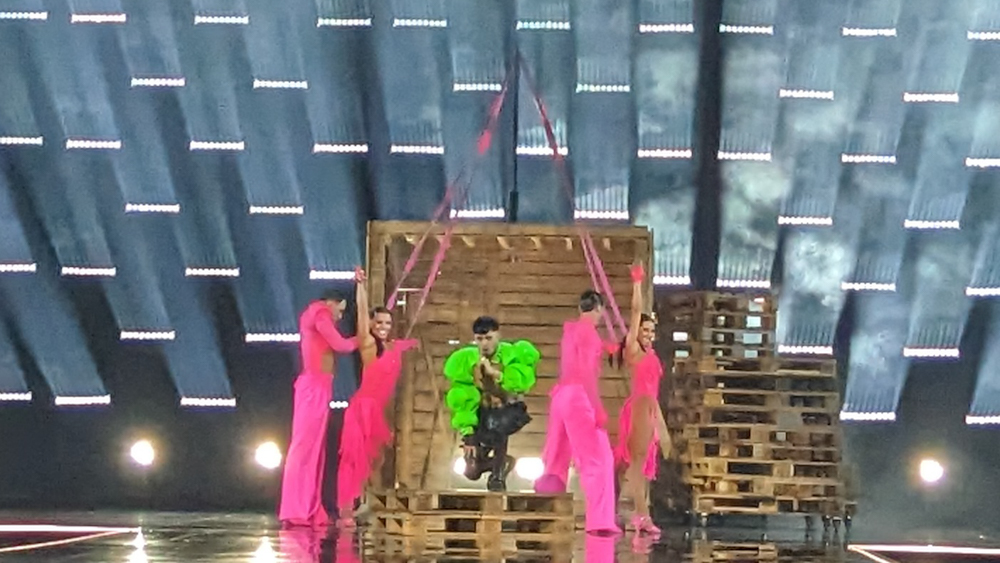
Käärijä mentre si esibisce sulle note di Cha cha cha all'Eurovision Song Contest, 12 maggio 2023

Nel 2023 è stata confermata la partecipazione di Käärijä all'annuale Uuden Musiikin Kilpailu, programma di selezione del rappresentante finlandese all'Eurovision Song Contest, dove ha presentato l'inedito Cha cha cha. Si è classificato al primo posto alla competizione, vincendo sia il voto della giuria che il televoto e diventando di diritto il rappresentante finlandese all'Eurovision Song Contest 2023 a Liverpool. Nel maggio successivo, dopo essersi qualificato dalla prima semifinale, Käärijä si è esibito nella finale eurovisiva, dove si è piazzato al 2º posto su 26 partecipanti con 526 punti totalizzati. Ha ottenuto una vittoria schiacciante nel televoto, ottenendo 376 punti e risultando il preferito dal pubblico in 18 dei 37 Paesi votanti, ma il relativamente scarso risultato da parte delle giurie nazionali (150 punti) ha fatto sì che la Svezia, seconda classificata nel televoto ma netta vincitrice per i giurati, vincesse l'Eurovision una volta sommati i punteggi. Cha cha cha, il singolo più consumato dell'anno in madrepatria, ha raggiunto la 1ª posizione nella classifica finlandese dei singoli subito dopo la sua vittoria nella selezione finlandese; in seguito all'Eurovision è entrato in altre 22 classifiche nazionali, raggiungendo la vetta anche in Lettonia, Lituania e Svezia. Nello stesso anno, si è aggiudicato l'MTV Europe Music Award al miglior artista nordico in occasione degli MTV EMA.
Nel 2024 è risultato l'artista col maggior numero di premi vinti all'edizione degli Emma gaala, avendone ricevuti cinque. People's Champion, messo in commercio nel mese di novembre, è stato il 10º album più consumato in Finlandia dell'intero anno.

## Discografia

### Album in studio
- 2020 – Fantastista
- 2024 – People's Champion

### EP
- 2018 – Peliä

### Mixtape
- 2023 – Cha cha cha mixtape

### Singoli
- 2016 – Heila (feat. Urho Ghettonen)
- 2016 – Urheilujätkä (feat. Jeskiedes)
- 2016 – Puun takaa
- 2017 – Tuuliviiri
- 2017 – Ajoa
- 2017 – Koppi tules/Nou roblem
- 2018 – Klo23
- 2018 – Puuta heinää
- 2018 – Viulunkieli
- 2019 – Rock rock
- 2019 – Hirttää kiinni
- 2019 – Mic Mac
- 2020 – Paidaton riehuja
- 2021 – Menestynyt yksilö
- 2021 – Siitä viis
- 2022 – Välikuolema
- 2023 – Cha cha cha
- 2023 – It's Crazy, It's Party (feat. Tommy Cash)
- 2023 – Huhhahhei
- 2024 – Ruoska (con Erika Vikman)
- 2024 – Kot kot
- 2024 – Trafik! (con Joost Klein)
- 2024 – Sex = Money
- 2025 – San Francisco Boy (con gli Hooja)
- 2025 – Kaistaa (con Bess)
- 2025 – #Eurodab (con Baby Lasagna)

### Collaborazioni
- 2023 – Auto jää (Antti Tuisku feat. Käärijä)
- 2023 – Toiset samanlaiset (Elastinen feat. Käärijä)